# Pedro Geoffroy Rivas
Pedro Geoffroy Rivas (Santa Ana, 16 de septiembre de 1908 - San Salvador, 10 de noviembre de 1979) fue un poeta, antropólogo y lingüista salvadoreño.

## Biografía
Su primera publicación apareció en el Diario de Santa Ana en el mes de noviembre de 1927, con el verso titulado La búsqueda. También participó en la Revista Crisol. En la ciudad de San Salvador estudió Medicina, pero en 1931 se trasladó a México para estudiar Derecho en la Universidad Nacional Autónoma de México. El año 1939 obtuvo su diploma, y el tema de su tesis de graduación era la Teoría marxista del Estado. Precisamente, en México empezó a publicar sus primeros poemarios en los que se esbozaba una “vertiente de denuncia política”, y también realizó traducciones de obras de autores como B. Traven.
Para ese tiempo ocurrió en El Salvador el Levantamiento campesino en la zona occidental del país, y Geoffroy Rivas, junto a Gilberto González y Contreras, se convirtieron en los primeros en denunciar con su poesía el aniquilamiento en las poblaciones indígenas por parte de las fuerzas gubernamentales. Su trabajo de protesta influiría en las siguientes generaciones de poetas. 
A su regreso a El Salvador en el año 1944, y tras la caída del dictador Maximiliano Hernández Martínez, colaboró en los estribillos que acompañaban a la caricatura de Juan Pueblo en el periódico La Tribuna, que satirizaba la política nacional con el lenguaje popular. De hecho, con Hernández Martínez mantuvo correspondencia privada en la que afirmaba no pertenecer al Partido Comunista, y también plasmaba su opinión con respecto a los trágicos hechos de 1932:  «la represión sin precedente de que hizo objeto a la masa campesina en 1932...el Gobierno presidido por Usted...el anticomunismo significó el baluarte de una identidad nacional sin más valor positivo que la contraposición a un enemigo fantasma».
Sin embargo, tras el golpe militar de Osmín Aguirre y Salinas, fue vapuleado y expulsado a Honduras donde estuvo confinado junto a otras personalidades que se hicieron acreedoras de una carta de protesta en la que se exigía su libertad, y la cual fue firmada, entre otros, por Miguel Ángel Asturias, Claudia Lars y Serafín Quiteño el 15 de noviembre de 1944. Puesto en libertad, fundó en Guatemala el Comité Salvadoreño de Liberación Nacional, opuesto al gobierno de Salvador Castaneda Castro, y posteriormente terminó radicándose en México. Para ese tiempo comenzaba a convertirse en modelo de los jóvenes poetas salvadoreños, especialmente la denominada Generación Comprometida debido a sus “convicciones poéticas y políticas de vanguardia”.

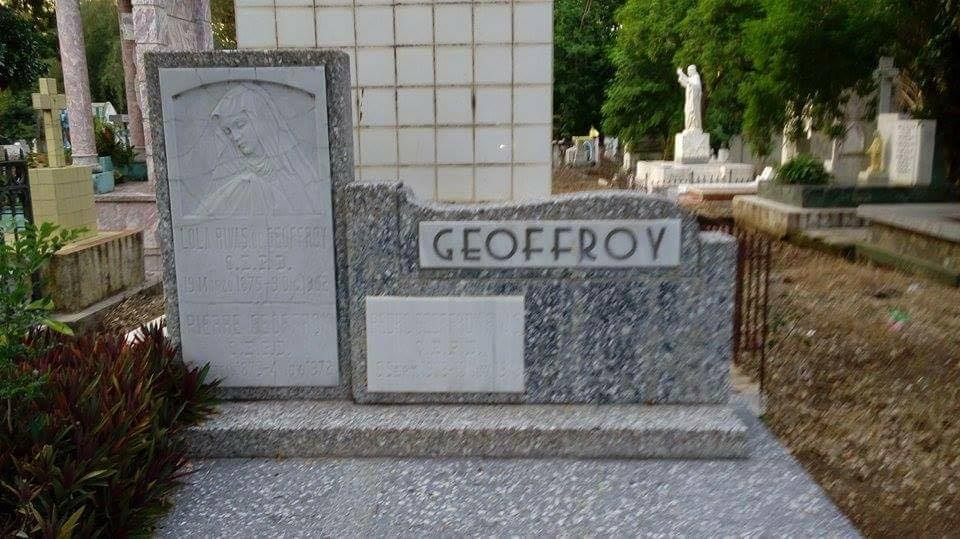
Tumba de Geoffroy Rivas en el Cementerio Santa Isabel, Santa Ana.

No obstante, Geoffroy Rivas terminó distanciado con los poetas que le habían admirado, ya que no compartía el autoritarismo del Partido Comunista Salvadoreño, del que se dice que tuvo una relación intermitente, así como la tuvo con el Partido Comunista Mexicano del cual fue expulsado. Uno de sus detractores fue Roque Dalton, quien le profirió un insulto en uno de sus libros: "Miguel Mármol: Los sucesos de 1932 en El Salvador", tal como menciona el doctor Rafael Lara Martínez (2008) en el estudio introductorio al libro: "El surco de la estirpe". Poesía Completa de Pedro Geoffroy Rivas, pág. 17.
Cuando retornó a El Salvador, se dedicó a elaborar estudios de antropología y lingüística, entre los que destacan sus trabajos sobre poesía náhuatl y léxicos y diccionarios de la lengua coloquial salvadoreña. También publicó diversos artículos en las revistas Cultura, Estudios Centroamericanos y La Universidad; además trabajó en el Departamento del Patrimonio Cultural, fungió como director del Museo Nacional de Antropología Dr. David J. Guzmán, y fue docente en la Universidad de El Salvador y la Universidad Centroamericana José Simeón Cañas. Recibió el Premio Nacional de Cultura en 1977, y falleció dos años después a la edad de setenta y un años. El escritor y poeta Ricardo Lindo ha dejado un hermoso retrato de Geoffroy Rivas en su artículo: https://ecumenico.org/pedro-geoffroy-rivas/

## Obras
Parte de la extensa obra de Pedro Geoffroy Rivas comprende:
- Estupideces, manuscrito (1927).
- Canciones en el viento, poesía (1933).
- Rumbo,  poesía (1935).
- Para cantar mañana,  poesía (1935).
- Patria, poesía (1944).
- Esperanzada geografía del dolor, poesía (1946).
- Sin muerte ya, poesía (1947).
- Trenos del exiliado, poesía (1949).
- Juan Pueblo vuelve a cantar, poesía (1950).
- Usulután en México, ensayo (1956).
- Cartas sin fecha para ti, poesía (1957).
- Toponimia nahuat de Cuscatlán, lingüística (1961).
- Yucuilcat, poesía (1965).
- El nawat de Cuscatlán. Apuntes para una gramática tentativa, lingüística (1969).
- El español que hablamos en El Salvador, lingüística (1975).
- Los nietos del jaguar, poesía (1977).